# Hypena albizona
Hypena albizona là một loài bướm đêm trong họ Erebidae.